# Andamanenkauz
Der Andamanenkauz oder Andamanen-Falkenkauz (Ninox affinis), gelegentlich auch Andamanen-Buschkauz genannt, gehört zur Gattung der Buschkäuze (Ninox). Mittlerweile ist bekannt, dass er nur auf den Andamanen heimisch ist, nicht aber, wie in früheren Arbeiten angenommen, auch auf den Nikobaren.

## Beschreibung

### Maße
Der etwa taubengroße Andamanenkauz ist dem Falkenkauz (Ninox scutulata) sehr ähnlich, jedoch mit etwa 230 bis 280 mm kleiner. Weibchen sind kaum größer als Männchen. Die Länge des Flügels beträgt vom Bug (Ellenbogengelenk) bis zur Spitze der längsten Handschwinge 167 bis 170 mm, der Schwanz ist 102 bis 113 mm lang. Gewichtsangaben wurden bisher nicht veröffentlicht.

### Aussehen
Die Gesichtsbefiederung ist gräulich, die Iris gelb. Der mit weißen Borsten umsäumte, 20 mm lange Schnabel ist gelblich bis hornfarben (Oberschnabel und Spitze etwas blasser) und die Nasenwachshaut mattgrünlich.
Scheitel- und Mantelfedern sind von einem weniger intensiven Graubraun als beim Falkenkauz, mit kaum abgesetzten, ockerfarbenen Nadelstreifen. Die graue Gesichtsbefiederung setzt sich farblich kaum vom Scheitel ab, die Mantelfedern weisen zusätzlich eine rötliche Tönung auf. Auf dem Rücken ist er ebenfalls braun befiedert, und die Schulterfedern sind an der Spitze mit einem größeren, blassen, zimt- bis ockerfarbenen Fleck gezeichnet. Flug- und Schwanzfedern sind braun und ocker gebändert und terminal deutlich braun abgesetzt, die Armschwingen sind rotbraun getönt.
Brust und Bauch sind blass ockerbraun bis weiß und bis auf die Flanken mit hellen, kastanien- bis rötlichbraunen, breiten Längsstreifen von der Kehle bis zum Bauch gezeichnet. Bis zu den nackten bzw. spärlich beborsteten 27 bis 28 mm langen Zehen sind die gelblichen Läufe befiedert. Die Krallen sind schwarz bis hornfarben.
Männchen und Weibchen unterscheiden sich in der Färbung nicht. Bei den Jungvögeln sind die Nestlingsdaunen an Brust und Bauch weniger deutlich gestreift als beim Altvogel.

### Unterscheidungsmerkmale
Der sympatrisch vorkommende Dunkelkauz (Ninox obscura) unterscheidet sich vom Andamanenkauz in Größe und Färbung. Er ist mit 260 bis 300 mm größer, die Handschwinge ist 197 bis 220 mm lang, er trägt unterseits keine Streifen und hat einen dunkelgrauen Schnabel.
Der allopatrisch vorkommende Falkenkauz ist insgesamt etwas blasser und der Scheitel gestreift. Die Längsstreifen an Brust und Bauch heben sich vom Weiß deutlicher ab und werden an den Flanken breiter. Die Schulterfedern sind an der Spitze weißgrau. Die Bänderung der Schwanzfedern ist weniger deutlich ausgeprägt. Der Schnabel ist bläulich bis schwarz.

## Stimme
Der Ruf gleicht einem hohlen, kehligen, in Tonhöhe von 800 bis 500 Hz abfallenden, etwa 450 ms andauernden Krächzton in wiederholten Intervallen von mehreren Sekunden und klingt in etwa wie kraauu. Er unterscheidet sich damit deutlich vom weichen, zweisilbrigen, pfeifenden Ruf des Falkenkauzes, der wie ein huuwúp klingt.

## Verbreitung und Habitat

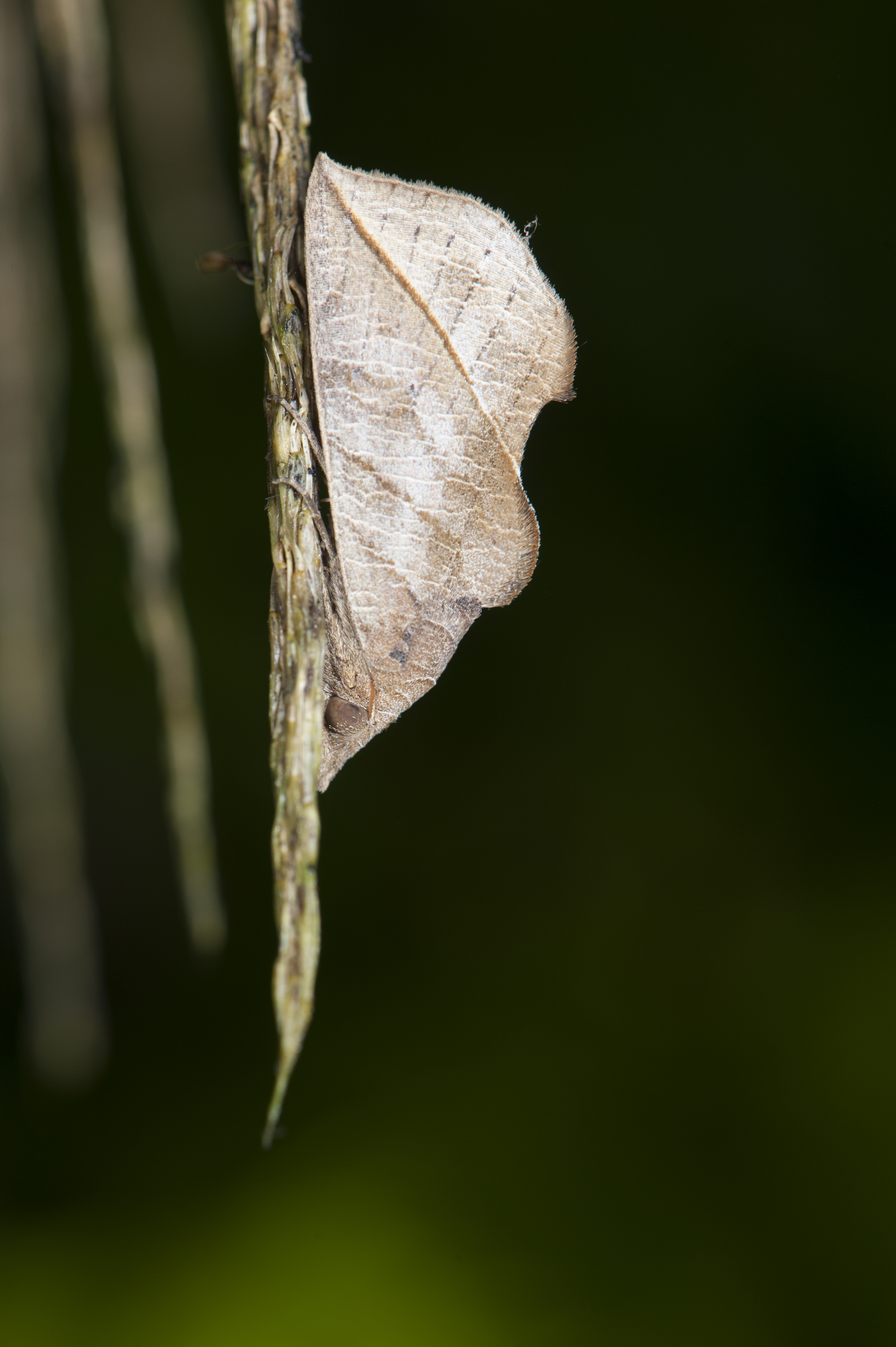
Calyptra minuticornis, Beuteinsekt

Der Andamanenkauz kommt als Standvogel endemisch hauptsächlich in Flachlandwäldern, Mangroven und Plantagen der Andamanen vor und wurde bei der Jagd in niederen Sekundärwäldern beobachtet.

## Verhalten
Über das Verhalten des Andamanenkauzes ist nur wenig bekannt. Er ist dämmerungs- und nachtaktiv, bei bewölktem Wetter selten auch tagaktiv. Das Pärchen verbringt die Tageszeit eng zusammengekauert im schattigen Geäst hoher Bäume nahe am Waldesrand oder an Lichtungen, der einzelne Vogel dagegen versteckt sich meist im dichten Unterholz, er ist scheuer als der Dunkelkauz. Bei einer Störung fliegt er ganz ruhig zum nächsten Baum. Sein Flugbild wechselt zwischen schnellen Flügelschlägen und Gleiten, er landet wie ein Falke und setzt sich nach leichtem Aufflug auf einen Ast.
Zur Fortpflanzung ist bisher nichts bekannt.

## Ernährung
Der Andamanenkauz ernährt sich hauptsächlich von Insekten und wurde oft beim Jagdflug auf Käfer und Nachtfalter, wie z. B. den im indisch-südostasiatischen Raum vorkommenden Eulenfalter Calyptra minuticornis, beobachtet. Insgesamt jedoch ist wenig bekannt über die Ernährung.

## Artenschutz
Der Andamanenkauz wird bei der Weltnaturschutzunion (IUCN) und bei BirdLife International als potenziell gefährdet eingestuft, da er in seinem Lebensraum durch wachsende Population, Abholzung der Primärwälder und Flächennutzung als Anbau- und Weideland immer weiter zurückgedrängt wird.

## Taxonomie
Das Typusexemplar wurde in Aberdeen Point, Port Blair, auf Süd-Andaman entdeckt und von Captain Robert Cecil Beavan in der Ibis 1867 unter dem Titel The Avifauna of the Andaman Islands erstbeschrieben.
Die Taxonomie des monotypischen Andamanenkauzes und seine Verwandtschaft mit anderen Buschkäuzen ist bis heute kaum erforscht. Ebenso sind weitere Studien im Bereich Ökologie, Verhalten, Stimme und Fortpflanzung notwendig.